# Lînovîțea
Lînovîțea (în ucraineană Линовиця) este o așezare de tip urban din raionul Prîlukî, regiunea Cernihiv, Ucraina. În afara localității principale, nu cuprinde și alte sate.

## Demografie
Componența lingvistică a așezării de tip urban Lînovîțea
     Ucraineană (97,49%)
     Rusă (2,41%)
     Alte limbi (0,07%)
Conform recensământului din 2001, majoritatea populației așezării de tip urban Lînovîțea era vorbitoare de ucraineană (97,49%), existând în minoritate și vorbitori de rusă (2,41%).